# Јунион Бич (Њу Џерзи)
Јунион Бич (енгл. Union Beach) град је у америчкој савезној држави Њу Џерзи.

## Демографија
По попису из 2010. године број становника је 6.245, што је 404 (-6,1%) становника мање него 2000. године.
| Група             | 2000.         | 2010.         |
| Белци             | 5.871 (88,3%) | 5.227 (83,7%) |
| Афроамериканци    | 58 (0,9%)     | 96 (1,5%)     |
| Азијати           | 82 (1,2%)     | 113 (1,8%)    |
| Хиспаноамериканци | 538 (8,1%)    | 686 (11,0%)   |
| Укупно            | 6.649         | 6.245         |